# Finnische Männer-Feldhandballnationalmannschaft
Die finnische Männer-Feldhandballnationalmannschaft vertrat Finnland bei Länderspielen und internationalen Turnieren.

## Olympische Spiele
Die finnische Handballnationalmannschaft nahm nicht an der einzigen Austragung, in der Feldhandball gespielt wurde, teil.
| Jahr | Austragungsort          | Teilnahme bis…  | Ergebnis        | Medaille        |
| ---- | ----------------------- | --------------- | --------------- | --------------- |
| 1936 | Berlin, Deutsches Reich | keine Teilnahme | keine Teilnahme | keine Teilnahme |

## Weltmeisterschaften
Die finnische Feldhandballnationalmannschaft nahm an zwei der sieben bis 1966 ausgetragenen Feldhandball-Weltmeisterschaften teil.
| Jahr | Gastgeberland   | Teilnahme bis…  | Ergebnis               | Rang            |
| ---- | --------------- | --------------- | ---------------------- | --------------- |
| 1938 | Deutsches Reich | keine Teilnahme | keine Teilnahme        | keine Teilnahme |
| 1948 | Frankreich      | Zwischenrunde   | Schweden 26:0 Finnland | 9.–12. Platz    |
| 1952 | Schweiz         | keine Teilnahme | keine Teilnahme        | keine Teilnahme |
| 1955 | BR Deutschland  | Vorrunde        | Finnland 2 Punkte      | 9.–17. Platz    |
| 1959 | Österreich      | keine Teilnahme | keine Teilnahme        | keine Teilnahme |
| 1963 | Schweiz         | keine Teilnahme | keine Teilnahme        | keine Teilnahme |
| 1966 | Österreich      | keine Teilnahme | keine Teilnahme        | keine Teilnahme |